# Frédéric Leclercq
Ne doit pas être confondu avec Frédéric Leclerc.
Pour les articles homonymes, voir Leclercq.
 (juillet 2022).
Frédéric Leclercq (né le 23 juin 1978) est un bassiste français, connu pour avoir joué avec le groupe de power metal britannique DragonForce. Il joue actuellement avec Kreator et est également guitariste et principal compositeur dans Sinsaenum.

## Biographie
Frédéric Leclercq est multi-instrumentiste, il joue de la guitare, de la basse, du piano, de la batterie, il chante… Il a également collaboré en tant qu'invité avec d'autres groupes, notamment pour le groupe de George Lynch Souls of We, Jaded Heart ou encore Sabaton. C'est un ancien membre du groupe français Heavenly et il a joué en tant que guitariste de session live avec le groupe Carnival in Coal en 2006. En 2005, il rejoint DragonForce.
En 2013 il participe sous le pseudonyme de Serpens à l'album Impact Velocity de Menace, le projet parallèle du guitariste de Napalm Death Mitch Harris.
À la fin des années 2000, il commence à composer des morceaux de metal extrême et rencontre en 2007/2008 le batteur de Slipknot Joey Jordison avec qui il discute de leur passion commune pour le death metal (en particulier Morbid Angel) et le black metal. Après que Leclercq a proposé le second poste de guitariste de ce nouveau projet à Stéphane Buriez (Loudblast), Jordison propose ses services au Français en 2013 et trouve un nom pour ce groupe : Sinsaenum. Le groupe rend publique son existence en 2016 et sort l'album Echoes of the Tortured dans la foulée. Les autres membres de ce projet sont les chanteurs Sean Zatorsky (Dååth) et Attila Csihar (Mayhem) et le bassiste Heimoth (Seth).
Sa présence est aussi annoncée au Fall of Summer 2016 dans le cadre d'un concert de reprises de Massacra auquel participeront aussi Alex Colin-Tocquaine (Agressor) et Stéphane Buriez.
Le 14 Août 2019, DragonForce annonce que Frédéric Leclercq quitte le groupe en vue de nouveaux projets.
Le 16 septembre 2019, il devient le bassiste de Kreator.

## Influences de jeu
Leclercq est influencé par de nombreux guitaristes comme Uli Jon Roth, Adrian Smith, Trey Azagthoth, et Marty Friedman.

## Instruments
Frédéric joue sur guitares électriques et basses ESP, sur guitares acoustiques Ovation et Santos Martinez, il utilise des amplis Peavey, des préamplis et des effets Rocktron, des micros de guitare et basse EMG et des cordes d'Addario. Il utilise aussi des systèmes sans fils Samson et des mediators Dunlop.
Il a un modèle signature sorti en 2008 chez ESP, la LTD FL-600.

## Discographie

### AvecHeavenly
- Sign of the Winner (Noise/Sanctuary/T&T, 2001)
- Dust to Dust (Noise/Sanctuary, 2004)

### Avec Maladaptive
- Maladaptive (Démo) (Independent, 2005) (comme Frédéric Alexandre Leclercq)

### AvecDragonForce
- Heroes of Our Time (single) (Roadrunner Records/Spinefarm/Spin-Farm Oy, 2008)
- Ultra Beatdown (Roadrunner/Spinefarm/Universal/Victor, 2008)
- 2009 Asian Tour Special Promotional DVD (Independent, 2009)
- A Flame for Freedom (single) (Roadrunner, 2009)
- The Last Journey Home (single) (Roadrunner/Spinefarm, 2009)
- Twilight Dementia (Album live) (Roadrunner/Spinefarm/Universal/Victor, 2010)
- Strike of the Ninja (single) (Spinefarm, 2010)
- Seasons (single) (Electric Generation, 2012)
- Cry Thunder (single) (Electric Generation, 2012)
- The Power Within (Roadrunner/Electric Generation/3Wise/Sony Music/Victor, 2012)
- Ring of Fire (single) (earMUSIC, 2014)
- Maximum Overload (Metal Blade/earMUSIC/3Wise/Sony Music/Warner Music Japan, 2014)
- In the Line of Fire (Vidéo) (Metal Blade/earMUSIC/Warner Music Japan, 2015)
- Killer Elite (The Hits - The Highs) (Compilation) (Spinefarm/Victor, 2016)
- Judgment Day (single) (Metal Blade, 2017)
- Reaching into Infinity (Metal Blade/Cadence/earMUSIC/Warner Music Japan, 2017)
- Highway to Oblivion (single) (earMUSIC, 2019)
- Heart Demolition (single) (earMUSIC, 2019)
- Razorblade Meltdown (single) (Ward, 2019)
- Extreme Power Metal (Metal Blade/earMUSIC/Ward, 2019)

### AvecMenace
- Impact Velocity (Season of Mist, 2014) (comme Serpens)

### AvecLoudblast
- Burial Ground (Listenable, 2014)
- Hellfest 2010 (EP) (RockHard, 2020)
- Manifesto (Listenable, 2020)
- Altering Fates and Destinies (Listenable, 2024)

### AvecSinsaenum
- A Taste of Sin (EP) (Metal Hammer/earMUSIC/Peccatum, 2016)
- Sinsaenum (EP) (earMUSIC/Peecatum, 2016)
- Echoes of the Tortured (earMUSIC/Peccatum, 2016)
- Ashes (EP) (earMUSIC/Peccatum, 2017)
- Nuit noire (single) (earMUSIC/Peccatum, 2018)
- Repulsion for Humanity (earMUSIC/Peccatum, 2018)
- In Devastation (earMUSIC, 2025)

### AvecKreator
- 666 - World Divided (single) (Nuclear Blast, 2020)
- 666 - World Divided/Checkmate (Diviser) (Nuclear Blast, 2020)
- Maximum Hate (Compilation) (Metal Hammer, 2022)
- Hate über alles (Nuclear Blast, 2022)
- Live at Bloodstock 2021 (Album live) (Nuclear Blast, 2022)
- Live in Chile (Album live) (Nuclear Blast, 2024)

### Avec Amahiru
- Amahiru (earMUSIC/Edel/Ward/Dreamusic, 2020)

### AvecMarc Hudson
- Astralive (Single) (Napalm Records, 2023)
- The Siren (Single) (Napalm Records, 2023)
- Starbound Stories (Single) (Napalm Records, 2023}
- Starbound Stories (Napalm Records, 2023)

### Apparitions d'invités
- Northwind - Northwind (Démo) (Independent, 2001); claviers invités
- Carnival in Coal - Collection Prestige (Earache Records/Elitist, 2005); guitares invitées et chœurs sur "The Lady and the Dormant Sponge"
- Denied - Dawn (Démo) (Independent, 2006); guitares invitées
- George Lynch's Soul of We - Let The Truth Be Known (Shrapnel Records, 2008); basses invitées
- Jaded Heart - Perfect Insanity (Frontiers/Fastball/Soulfood, 2009); solo de guitare sur "Tonight" (Crédité comme Frédéric "Fred" Leclercq)
- Sigh - Graveward (Candlelight Records, 2015); guitares invitées sur "The Casketburner"
- PelleK - Covers Vol. 29 (Compilation) (Independent. 2017); basse invitée
- Once Human - Stage of Evolution (Album live) (earMUSIC, 2018); chant invité sur "Davidian (Machine Head Cover)
- Various - Othercide (Original Game Soundtrack) (Black Screen Records, 2020) (Chanson "Child Song") (Pierre Le Pape)
- Angstskríg - Lucifer Kalder (Single) (Independent, 2020); guitares invitées
- Rockin'bitch - Rockin'bitch (Independent, 2020); (Chanson "Woodman")
- Saki - Brightness (Deserted Zygos, 2021); basse invitée
- Angstskríg - Skyggespil (Despotz Records, 2021); guitares invitées sur "Lucifer Kalder"
- Sepultura - Sepulquarta (Nuclear Blast Records, 2021); guitares invitées sur "Slaves of Pain" (Crédité comme Fred Leclercq)
- Fishbach - Avec les yeux (Entreprise/Sony Music, 2022); solo de guitare sur "Nocturne"
- Sigh - Mayonaka no Kaii (Single) (Peaceville Records, 2022); guitares et basses invitées
- Sigh - Satsui - Geshi no Ato (Single) (Peaceville Records, 2022); guitares et basses invitées
- Sigh - Shiki (Peaceville Records, 2022); guitares et basses invitées sur toutes les pistes
- Saki - Germinans (Deserted Zygos, 2024); basse invitée
- Aldebert - Helldebert - Enfantillages 666 (Sony Music France, 2024); guitares invitées sur "A Mort La Vie"
- Sigh - I Saw the World's End - Hangman's Hymn MMXXV (Peaceville Records, 2025); chant invité sur "Introitus / Kyrie" et "Me-Devil"

### Autre travail
- Thomas Belin Quartet - Sounds & Hound (Independent, 2021); Maîtriser
- Mezcla - Vidas Suspendidas (Ellie Promotion, 2022); Arrangeur et Producteur
- Warkings - Morgana (Napalm, 2022); écrivain

## Anciens groupes et projets
- Hors Normes (Fusion) 1994-1996; 2000
- Memoria (Heavy-Black Metal) 1997-1999; 2000-2001
- Heavenly (Power Metal) 2000-2004
- Egoine (Hard Rock) 2003-
- Sudel's Project (Rock progressif) 2005-
- Carnival in Coal 2006-
- DragonForce (2005-2019)

## Filmographie
- DragonForce: In the Line of Fire (Video 2015) - Himself
- Waxx: Ace of Spades Episode (TV Mini-Series 2016) - Himself (comme DragonForce)
- Kreator: Hate Uber Alles (Music Video 2022) - Himself
- Kreator: Strongest of the Strong (Music Video 2022) - Himself